# Petracola waka
Petracola waka là một loài thằn lằn trong họ Gymnophthalmidae. Loài này được Kizirian, Bayefsky-Anand, Eriksson, Minh Le & Donnelly mô tả khoa học đầu tiên năm 2008.